# Đá cầu
Đá cầu là một môn thể thao thường được chơi nhiều ở Việt Nam và Trung Quốc, trong đó người chơi tìm cách điều khiển một quả cầu ở trên không sao cho không bị rơi xuống đất bằng các bộ phận của cơ thể, trừ tay. Bắt nguồn là một trò chơi dân gian ở Trung Quốc, ngày nay, môn thể thao này cũng được chơi trên sân tương tự như cầu lông, cầu mây hay bóng chuyền, với lưới chia đôi hai phần sân. Ngoài ra đá cầu còn được chơi với hình thức một nhóm người chơi tâng cầu, hoặc đá với nhau thành vòng tròn, thường được chơi ở những nơi công cộng, rộng rãi,..., và đặc biệt là ở trường học. Lúc này sân chơi không giới hạn và không có lưới. Trong những năm gần đây, môn thể thao này đã có xu hướng du nhập vào Châu Âu, Mỹ và một số vùng khác trên thế giới.

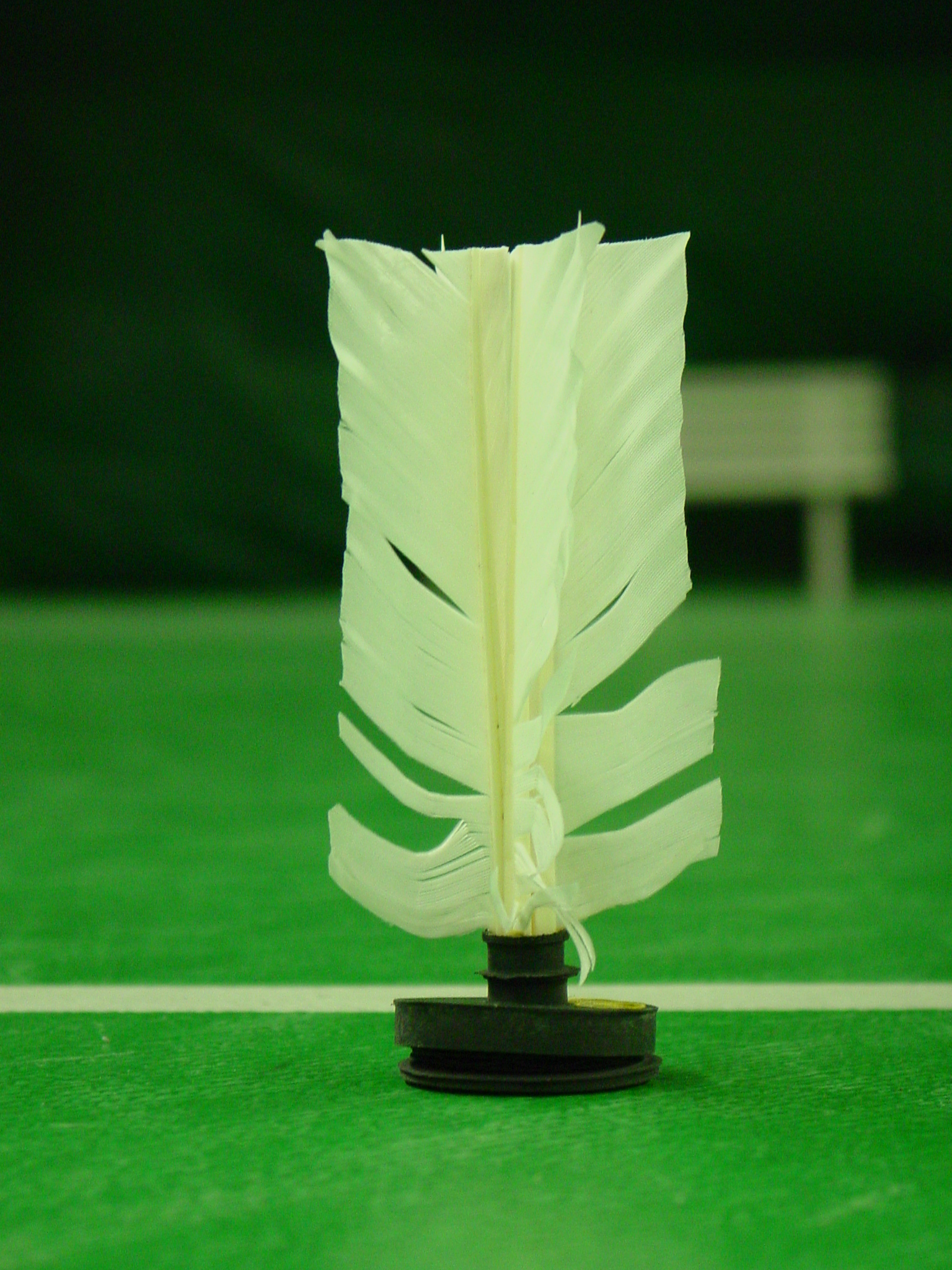
Quả cầu
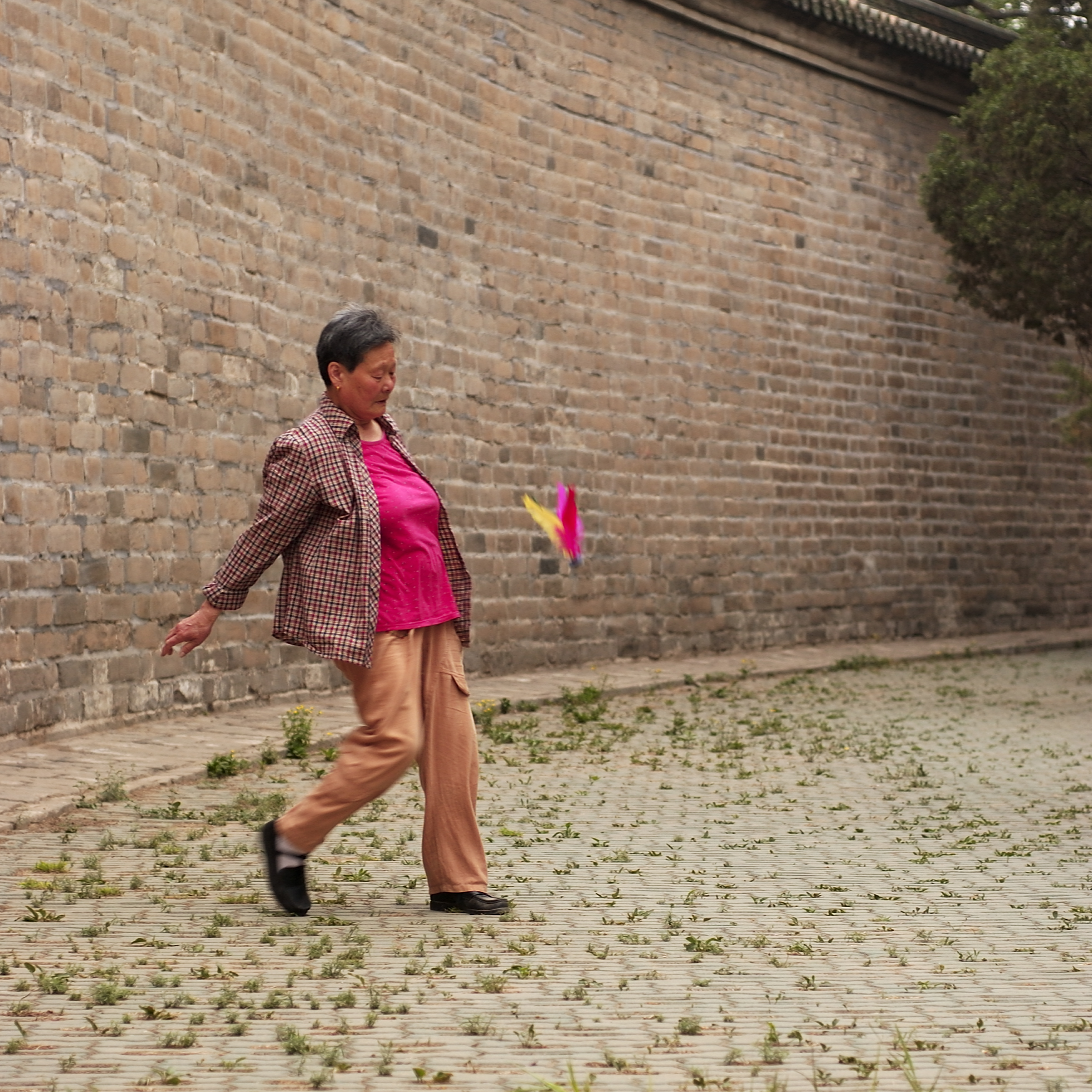
Người chơi bình dân
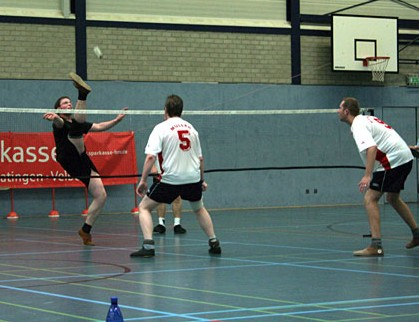
Thi đấu đá cầu

## Lịch sử
Những tư liệu đầu tiên về đá cầu là vào khoảng thế kỷ thứ V trước Công nguyên tại Trung Quốc. Môn thể thao này đã được chơi ở lần lượt tại các nước Châu Á. Tại Việt Nam, đá cầu được hình thành và phát triển từ các trò chơi dân gian như tâng cầu, chuyền cầu...
Ngày nay, môn thể thao này được chơi ở nhiều trường học ở Trung Quốc. Đá cầu đã phát triển từ một hoạt động luyện tập quân sự thời cổ xưa. Rất nhiều vị tướng Trung Hoa cổ đã dùng môn này nhằm mục đích tập luyện và thư giãn cho quân đội. Đá cầu bắt đầu phát triển vào thời nhà Hán và Tống (207 – 906). Từ thời nhà Tống (960 – 1278) môn thể thao này được đổi tên là Chien Tsu, từ này theo tiếng Trung Quốc nghĩa là "mũi tên" nó khá giống với từ đá cầu trong tiếng Anh "shuttlecock".
Giải đấu mang tính quốc gia đầu tiên của đá cầu được tổ chức tại Trung Quốc, quê hương của môn thể thao này vào năm 1933. Tại Đại hội Thể dục Thể thao toàn quốc vào năm 1933 tại thành phố Nam Kinh, đá cầu, vật và một vài môn thể thao khác đã được coi là môn thể thao chính thức quốc gia (Cộng hòa Nhân dân Trung Hoa - Trung Quốc). Vào tháng 1 năm 1961, một bộ phim có nhan đề "The flying feather" được thực hiện bởi hãng phim Central News Movie Company. Bộ phim này đã rất thành công khi giành được giải vàng tại liên hoan phim quốc tế. Từ năm 1984, đá cầu trở thành môn thể thao Quốc gia chính thức tại Trung Quốc (Cộng Hòa Nhân dân Trung Hoa). Năm 1984, một nhóm các cổ động viên nhiệt tình đã thành lập hội đá cầu không chuyên. Vào năm 1994, hiệp hội này đổi tên thành liên đoàn đá cầu Hồng Kông.
Đá cầu tới châu Âu trước thế chiến thứ hai, khi mà các vận động viên điền kinh Trung Quốc đến từ tỉnh Giang Tô thực hiện một màn trình diễn ở thế vận hội Olympic Beclin 1936. Người Đức và các quốc gia khác đã vô cùng ấn tượng, họ đã bắt đầu học và chơi môn thể thao mang tính biểu diễn đó. Giải vô địch đá cầu thế giới là một sự kiện thường niên kể từ khi Liên đoàn đá cầu thế giới (ISF – International Shuttlecock Federation) được thành lập vào năm 1999. Từ đó, các quốc gia đã tiến hành tổ chức các giải đấu hàng năm.
Theo thời gian, môn thể thao này đã thu được những sự nghi nhận đáng kể, nó đã được đưa vào là môn thể thao thi đấu của Đại hội thể theo các nước Đông Nam Á năm 2003. Các thành viên của ISF là Trung Quốc, Đài Bắc Trung Hoa, Phần Lan, Đức, Hungary, Lào, Việt Nam, Hy Lạp, Pháp, Rumani, Serbia... Trong đó, Trung Quốc và Việt Nam được coi là hai nước mạnh nhất, trong khi đó Hungary và Đức là hai nước được coi là mạnh nhất châu Âu. Vào ngày 11 tháng 8 năm 2003, Phần Lan, Pháp, Đức, Hy Lạp, Hungary, Romani và Serbia đã thành lập Liên đoàn đá cầu châu âu (SFE – Shuttlecock Federation of Europe) tại Újszász (Hungary).

## Phân loại
Môn thể thao này được chia ra làm hai loại: Đá cầu nghệ thuật (đá cầu kiểng) và Đá cầu thi đấu.
Đá cầu thi đấu sẽ thi đấu theo luật. Đá cầu nghệ thuật thì hoàn toàn khác. Giống như cái tên của nó, nó được thực hiện với những kỹ năng của thể dục dụng cụ và múa ba lê. Người chiến thắng là người thực hiện nhiều động tác khó nhất và điều khiển quả cầu khéo léo nhất. Đá cầu nghệ thuật có thể chơi từng người một, đôi hay đồng đội. Cả hai loại hình này có chung một điểm là không để trái cầu rơi xuống đất. Quả cầu được đá bởi chân, đầu gối, đùi, thân mình, nhưng không bao giờ được dùng tay.

## Luật đá cầu
Gồm có 19 Điều và 1 phụ lục quy định về khẩu lệnh và ký hiệu của trọng tài.
Điều 1: SÂN
1.1. Sân thi đấu là một mặt phẳng cứng hình chữ nhật có kích thước chiều dài 11,88m, chiều rộng 6,10m tính đến mép ngoài của đường giới hạn. Sân thi đấu không bị vật cản trong khoảng chiều cao 8m (tính từ mặt sân).
1.2. Các đường giới hạn:
- Đường phân đôi sân: Nằm ở phía dưới lưới, chia sân thành 2 phần bằng nhau.
- Đường giới hạn khu vực tấn công cách 1,98m và chạy song song với đường phân đôi sân.
Điều 2: LƯỚI
2.1. Lưới rộng 0,75 mét, dài tối thiểu là 7,10m, các mắt lưới có kích thước là 0,019m x 0,019m. Mép trên và mép dưới của lưới được viền bởi một băng vải gập đôi rộng từ 0,04m đến 0,05m và được luồn sợi dây thường hoặc dây nylông giữ cho căng lưới. Lưới được treo trên cột căng lưới, hai cột căng lưới được dựng thẳng đứng ở 2 đầu đường phân đôi của sân thi đấu. Hai cột căng lưới phải để ngoài sân, cách đường biên dọc 0,50m.
2.2. Chiều cao của lưới:
- Chiều cao của lưới đối trẻ: 1,50m.
- Chiều cao của lưới đối với nữ: 1,60m.
- Chiều cao của lưới đối với thiếu niên: 1,40m.
- Chiều cao của lưới đối với nhi đồng: 1,30m.
- Chiều cao của đỉnh lưới ở giữa lưới được phép có độ võng không quá 0,02m.
Điều 3: CỘT LƯỚI VÀ ĂNGTEN
3.1. Cột lưới phải cao tối đa: 1,70 mét.
3.2. Vị trí của các cột lưới được dựng đứng hoặc chôn cố định trên đường phân đôi sân kéo dài cách đường biên dọc sân là 0,50 mét.
3.3. Cột Ăng ten: Có chiều dài 1,20m; đường kính 0,01m; cao hơn so với mép trên của lưới là 0,44m. Trên cột Ăngten được vẽ bằng những màu sáng tương phản với tiết diện 10 cm.
Điều 4: QUẢ CẦU
- Cầu đá Việt Nam 202
+ Chiều cao 0,131m, rộng 0,06m.
+ Trọng lượng 14g (+1, -1).
Điều 5: GHẾ TRỌNG TÀI
5.1. Ghế trọng tài chính có chiều cao từ 1,20m - 1,50m, được đặt chính giữa sau cột lưới, trên đường phân đôi sân kéo dài và cách cột lưới 0,50m.
5.2. Ghế trợ lý trọng tài (trọng tài số 2) có chiều cao từ 0,80m - 1,00m đặt phía ngoài cột lưới đối diện với trọng tài chính và cách cột lưới 0,50m.
Điều 6: ĐẤU THỦ
6.1. Trận đấu đơn diễn ra giữa 2 đội, mỗi đội có một đấu thủ.
6.2. Trận đấu đôi diễn ra giữa 2 đội, mỗi đội có hai đấu thủ.
6.3. Trận đấu đội diễn ra giữa 2 đội, mỗi đội có ba đấu thủ.
6.4. Trận đấu đồng đội diễn ra giữa 2 đội, mỗi đội có tối đa chín đấu thủ và tối thiểu sáu đấu thủ. Thi đấu theo thứ tự: đơn, đôi, đội, đôi, đơn.
6.5. Mỗi đấu thủ chỉ được phép thi đấu không quá 2 nội dung trong nội dung đồng đội (kể cả nội dung 3 đấu thủ)
Điều 7: TRANG PHỤC
7.1. Trang phục thi đấu:
7.1.1 Đấu thủ phải mặc quần áo thi đấu thể thao và đi giầy thể thao hoặc giầy chuyên dụng của Đá cầu. Trang phục của đấu thủ được coi là một phần của cơ thể đấu thủ, áo phải bỏ trong quần.
7.1.2 Đội trưởng của mỗi đội phải đeo băng đội trưởng ở cánh tay trái.
7.1.3 Áo của đâú thủ phải có số sau lưng và phía trước. Mỗi đấu thủ phải đeo một số áo cố định trong suốt giải. Mỗi đấu thủ được quyền sử dụng một số trong các số từ 1 - 15. Chiều cao tối thiểu của số ở sau lưng là 0,20m và ở đằng trước là 0,10m.
7.1.4 Trong thi đấu đôi và thi đấu 3 đấu thủ, các đấu thủ cùng 1 đội phải mặc trang phục thi đấu có cùng màu sắc và giống nhau (đồng phục).
7.2. Trang phục chỉ đạo viên và huấn luyện viên: Phải mặc trang phục thể thao và đi giầy thể thao.
7.3. Trang phục Trọng tài: Phải mặc áo trắng, quần sẫm màu đi giầy mô ca (Tây).
Điều 8. THAY NGƯỜI
8.1. Được phép thay đấu thủ ở bất cứ thời điểm nào (được thay 3 đấu thủ trong 1 hiệp), theo yêu cầu của lãnh đội hoặc đội trưởng của mỗi đội với trọng tài chính khi cầu dừng. Mỗi đội được đăng ký 3 đấu thủ dự bị ở nội dung đội, còn các nội dung đơn, đôi không có đấu thủ dự bị.
8.2. Trong khi đấu, khi trọng tài truất quyền thi đấu của đấu thủ:
- Ở nội dung đội thì đội đó được quyền thay đấu thủ khác nếu như đội đó chưa thực hiện thay người trong hiệp đấu đó. Nếu đã thực hiện thay người rồi thì bị xử thua.
- Ở nội dung đôi và đơn thì đội đó bị xử thua.
Điều 9. TRỌNG TÀI
Trận đấu được điều hành bởi những Trọng tài sau:
9.1. Một trọng tài chính.
9.2. Một trợ lý trọng tài (số 2)
9.3. Trọng tài bàn.
9.4. Một trọng tài lật số.
9.5. Hai trọng tài biên.
Điều 10. BẮT THĂM VÀ KHỞI ĐỘNG
Trước khi thi đấu và trước khi bắt đầu vào hiệp thứ ba, hai bên bắt thăm. Bên nào được thăm có quyền chọn sân hoặc cầu. Bên kia được chọn phần còn lại. Bên được thăm sẽ khởi động trước 2 phút, sau đó đến bên kia. Chỉ huấn luyện viên hoặc chỉ đạo viên mới được phép vào sân khởi động cùng với đấu thủ chính thức.
Điều 11. VỊ TRÍ CÁC ĐẤU THỦ
11.1. Khi bắt đầu trận đấu, các đấu thủ của mỗi đội phải đứng ở vị trí tương ứng trên phần sân của mình trong tư thế sẵn sàng.
11.2. Đấu thủ phát cầu phải đặt chân trụ phía ngoài sân thi đấu ở khu giới hạn phát cầu.
11.3. Đấu thủ bên đỡ phát cầu phải đứng trong phạm vi sân thi đấu của mình và được di chuyển tự do trong phần sân của mình.
11.4. Vị trí cầu thủ trong thi đấu đôi và đội:
Phát cầu:
Thi đấu đôi: Khi một đấu thủ phát cầu, đấu thủ còn lại không được đứng trong đường tưởng tượng nối khu vực phát cầu 2 bên và không được có những hành động lời nói làm ảnh hưởng đến sự tập trung của đối phương.
Thi đấu đội: Khi đấu thủ số 1 phát cầu, đấu thủ số 2 - 3 đứng trong sân (2 bên phải, 3 bên trái) và không được đứng trong đường tưởng tượng nối khu vực phát cầu 2 bên.
Đỡ phát cầu đội: Phải đứng đúng vị trí 1 - 2 - 3 theo đăng ký (số 1 phải đứng gần đường biên ngang sân mình nhất và ở trong khoảng cách hình chiếu của số 2 và 3). Số 2 và số 3 phải đứng gần lưới và đường biên dọc bên mình hơn số 1.
Điều 12. BẮT ĐẦU TRẬN ĐẤU VÀ PHÁT CẦU
12.1. Bên phát cầu trước sẽ bắt đầu hiệp đấu đàu tiên. Bên nào thắng sẽ giành quyền phát cầu ở hiệp thứ hai.
12.2. Phải phát cầu ngay khi trọng tài công bố điểm. Đấu thủ cố tình trì hoãn, trọng tài sẽ nhắc nhở và nhắc nhở đến lần thứ hai thì sẽ bị bắt lỗi và một điểm cho đối phương.
12.3. Khi phát cầu, ngay sau khi đấu thủ tiếp xúc với cầu, tất cả các đối thủ còn lại được phép tự do di chuyển trên phần sân của mình.
12.4. Cấm bất cứ vật trợ giúp nào từ bên ngoài làm tăng tốc độ của quả cầu và sự di chuyển của đấu thủ.
12.5 Phát cầu lại:
- Cầu mắc vào lưới khi đang thi đấu, ngoại trừ lần chạm cầu cuối cùng.
- Các bộ phận của quả cầu bị rơi ra trong khi thi đấu.
- Cầu được phát đi trước khi trọng tài ra ký hiệu phát cầu.
- Do khách quan làm ảnh hưởng đến thi đấu.
Điều 13: CÁC LỖI
13.1. Lỗi của bên phát cầu:
13.1.1 Đấu thủ phát cầu trong khi thực hiện động tác nhưng giẫm chân vào đường biên ngang hoặc đường giới hạn khu vực phát cầu.
13.1.2 Đấu thủ phát cầu không qua lướihoặc qua nhưng chạm lưới.
13.1.3 Cầu phát chạm vào đồng đội hoặc bất cứ vật gì trước khi bay sang phần sân đối phương.
13.1.4 Quả cầu bay qua lưới nhưng rơi ra ngoài sân.
13.1.5 Đấu thủ phát cầu làm các động tác trì hoãn và làm rơi cầu xuống đất sau khi trọng tài đã ra ký hiệu cho phát cầu (tối đa là 5 giây).
13.1.6 Phát cầu không đúng thứ tự trong thi đấu.
13.2. Lỗi của bên đỡ phát cầu:
13.2.1 Có hành vi gây mất tập trung, làm ồn hoặc la hét nhằm vào đấu thủ
13.2.2 Chân chạm vào các đường giới hạn khi đối phương phát cầu.
13.2.3 Đỡ cầu dính hoặc lăn trên bất cứ bộ phận nào của cơ thể.
13.3. Lỗi với cả hai bên trong trận đấu:
13.3.1 Đấu thủ chạm cầu ở bên sân đối phương.
13.3.2 Để bất cứ bộ phận nào của cơ thể sang phần sân đối phương dù ở trên hay dưới lưới.
13.3.3 Cầu chạm cánh tay.
13.3.4 Dừng hay giữ dầu dưới cánh tay, giữa hai chân hoặc trên người
13.3.5 Bất cứ phần nào của cơ thể hay trang phục của đấu thủ chạm vào lưới, cột lưới, ghế trọng tài hay sang phần sân đối phương.
13.3.6 Cầu chạm vào trần nhà, mái nhà hay bất cứ bộ phận nào khác.
13.3.7 Nội dung đơn chạm cầu quá 2 lần
13.3.8 Nội dung đôi và đội: 1 đấu thủ chạm cầu quá 2 lần liên tiếp, 1 bên quá 4 chạm.
Điều 14: HỆ THỐNG TÍNH ĐIỂM
14.1. Bất cứ bên nào (giao cầu hoặc nhận giao cầu) phạm lỗi, đối phương được tính một điểm và giành quyền giao cầu.
14.2. Điểm thắng của hiệp đấu là 21, trừ trường hợp hoà 20 - 20, sẽ phát cầu luân lưu đến khi một bên cách biệt 2 điểm thì hiệp đấu đó kết thúc (điểm tối đa của hiệp đấu là 25).
14.3. Mỗi trận đấu có 2 hiệp đấu, giữa 2 hiệp nghỉ 2 phút.
Nếu mỗi đội thắng 1 hiệp, sẽ quyết định trận đấu bằng hiệp thứ 3 (hiệp quyết thắng), điểm thắng của hiệp này là 15, trừ trường hợp hoà 14 - 14 thì sẽ phát cầu luân lưu đến khi 1 bên cách biệt 2 điểm thì trận đấu đó kết thúc (điểm tối đa của hiệp đấu là 17).
14.4. Ở hiệp đấu thứ 3, khi tỷ số lên đến 8 thì 2 bên sẽ đổi sân.
14.5. Trong tất cả các nội dung thi đấu, khi tỉ số là 14 - 14 hoặc 20 - 20, thì bên vừa ghi được điểm sẽ phát cầu và sau đó thì phát cầu luân phiên.
Điều 15. HỘI Ý
- Mỗi bên được quyền xin hội ý không quá 2 lần, mỗi lần không quá 30 giây trong mỗi hiệp đấu khi cầu ngoài cuộc.
- Chỉ có huấn luyện viên hoặc đấu thủ đội trưởng trên sân mới có quyền xin hội ý. Trong thời gian hội ý đấu thủ phải ở trong sân của mình.
Điều 16. TẠM DỪNG TRẬN ĐẤU
16.1. Trọng tài có thể tạm dừng trận đấu tối đa 5 phút trong trường hợp có vật cản, bị gây rối hay đáu thủ bị chấn thương cần cấp cứu.
16.2. Bất cứ đấu thủ nào chấn thương cũng được phép tạm dừng trận đấu (nếu được trọng tài đồng ý) tối đa 5 phút. Sau 5 phút, đấu thủ không thể thi đâú thì tiến hành thay người. Nếu đội của đấu thủ bị chấn thương đã tiến hành thay người trong hiệp đấu đó rồi thì trận đấu sẽ kết thúc với phần thắng nghiêng về đội đối phương.
16.3 Trong trường hợp tạm dừng trận đấu, tất cả các đấu thủ không được phép rời sân để uống nước hay nhận bất kỳ sự trợ giúp nào.
16.4. Trong các trường hợp nghỉ giữa hiệp, đấu thủ không được rời sân thi đấu mà phải đứng ở phần sân của mình, hàng ghế dành cho đội.
Điều 17. KỶ LUẬT
17.1. Mọi đấu thủ và huấn luyện viên phải chấp hành luật này.
17.2. Trong trận đấu chỉ có đội trưởng mỗi đội mới có quyền tiếp cận trọng tài.
Điều 18. PHẠT
18.1. Phạt cảnh cáo (thẻ vàng)
Đấu thủ bị cảnh cáo và phạt thẻ vàng nếu đấu thủ đó phạm một trong 6 lỗi sau:
18.1.1 Có hành vi phi thể thao.
18.1.2 Thể hiện sự bất đồng bằng lời lẽ hoặc hành động.
18.1.3 Cố tình vi phạm luật thi đấu.
18.1.4 Trì hoãn việc bắt đầu trận đấu.
18.1.5 Vào sân hay quay trở lại sân không được phép của trọng tài.
18.1.6 Tự động rời sân mà không được sự cho phép của trọng tài
18.2. Đuổi khỏi sân (thẻ đỏ)
Đấu thủ bị đuổi khỏi sân và phạt thẻ đỏ nếu đấu thủ đó phạm một trong 5 lỗi sau:
18.2.1 Phạm lỗi thi đấu nghiêm trọng.
18.2.2 Có hành vi bạo lực, gồm cả hành động cố ý nhằm làm đối thủ chấn thương.
18.2.3 Nhổ nước bọt vào đối phương hoặc bất cứ người nào.
18.2.4 Có hành vi tấn công, lăng mạ, sỉ nhục người khác bằng lời nói hoặc hành động.
18.2.5. Bị cảnh cáo lần thứ hai (nhận thẻ vàng thứ 2) trong cùng một trận đấu.
18.3 Đấu thủ bị phạt cảnh cáo hay bị đuổi, dù ở trong sân hay ngoài sân, dù trực tiếp đến đấu thủ, đồng đội, trọng tài, trợ lý trọng tài hay bất cứ ai khác thì kỷ luật theo mức độ vi phạm (thẻ vàng, thẻ đỏ áp dụng cả với huấn luyện viên).
Điều 19. ĐIỀU KHOẢN CHUNG
Trong khi thi đấu nếu có thắc mắc hay có vấn đề gì phát sinh không đề cập trong bất cứ điều luật nào thì quyết định của Tổng trọng tài là quyết định cuối cùng.
PHỤ LỤC
KHẨU LỆNH VÀ KÝ HIỆU CỦA TRỌNG TÀI
1. Trọng tài chính: Bắt đầu và kết thúc một đường cầu phải thổi một tiếng còi.
• Chuẩn bị: Một tay chỉ bên phòng thủ, lòng bàn tay úp.
• Dừng cầu: Một tay giơ thẳng ra trước, song song với lưới (lòng bàn tay úp).
• Phát cầu: Tay phía bên phát cầu hất sang bên đỡ phát cầu.
• Điểm: Một tay đưa sang ngang về phía bên được điểm.
• Đổi phát cầu: Một tay chỉ sang bên được quyền phát cầu, lòng bàn tay ngửa.
• Phát cầu lại: Hai tay đưa ra phía trước ngực, hai bàn tay nắm hai ngón cái giơ lên.
• Cầu ngoài: khi cầu ở ngoài sân thì 2 tay trên vai, cẳng tay vuông góc với cánh tay.
• Đổi bên: Hai tay bắt chéo trên đầu.
• Đấu thủ chạm lưới: Khi một bộ phận cơ thể chạm vào lưới thì một tay vỗ nhẹ vào mép trên của lưới.
• Cầu trong sân: Khi cầu rơi ở trong sân thì tay duỗi thẳng chỉ xuống sân, lòng bàn tay ngửa.
• Cầu ngoài sân (chạm đối thủ): Một tay dựng vuông góc (lòng bàn tay hướng vào mặt), bàn tay kia đưa ngang chạm đầu các ngón tay.
• Qua lưới: Khi một bộ phận của cơ thể qua mặt phẳng của lưới thì khuỷ tay gập, cẳng tay trước ngực song song với sân, chỉ theo hướng bên phạm lỗi qua lưới.
• Cầu không qua: Khi cầu không qua lưới (mắc lưới) hoặc chui qua lưới thì lòng bàn tay hướng vào mặt lưới và lắc bàn tay.
• Cầu hỏng: Khi đá hỏng (trượt cầu, dính cầu) thì cánh tay duỗi, lòng bàn tay hướng xuống sân và lắc bàn tay.
• Cầu ngoài cột: Khi cầu đá bay từ ngoài vào (không nằm trong khoảng giữa 2 cột ăngten) thì cánh tay duỗi về sau.
- Khi đấu thủ có thái độ đạo đức xấu thì trọng tài cho dừng trận đấu yêu cầu đấu thủ đó đến và tuyên bố khiển trách hoặc cảnh cáo.
2. Trọng tài biên:
• Cầu trong sân: Khi cầu trong sân, tay cầm cờ duỗi hướng xuống dưới đất, chỉ vào sân.
• Cầu ngoài biên: Khi cầu ngoài sân, tay cầm cờ đưa thẳng lên cao.
• Cầu chạm đấu thủ rơi ngoài sân: Một tay cầm cờ, tay kia dùng bàn tay đưa chéo phía trên cờ.
• Cầu vào sân từ ngoài cột ăng ten: Đưa cờ lên cao rung báo lỗi.
• Phát cầu giẫm vạch: Đưa cờ lên cao (rung) báo lỗi. Sau đó chỉ vào vạch phạm lỗi.